# Erythroxylum bicolor
Erythroxylum bicolor är en tvåhjärtbladig växtart som beskrevs av Otto Eugen Schulz. Erythroxylum bicolor ingår i släktet Erythroxylum och familjen Erythroxylaceae. Inga underarter finns listade i Catalogue of Life.